# 李檗
李檗（1505年—？），字時勵，廣東肇慶府四會縣人，民籍，明朝政治人物。

## 生平
嘉靖四年（1525年）乙酉科廣東鄉試第六十名舉人。嘉靖十四年（1535年）中式乙未科會試第二百五名，登第三甲第九十名進士。十五年授浙江德清县知县，十九年十月选授南京山东道試監察御史，二十一年三月實授。因病回家休养。后起为江西道御史，负责监督商税。墓在清塘。

## 家族
曾祖李府，曾任壽官；祖父李鐀，曾任義官；父李永福，曾任七品散官，以子贵封德清知县。母羅氏。重庆下。兄李梁、李檠、李新。弟李棨、李槊、李柒。